# Patricia Nell Warren
Patricia Nell Warren (Helena, 15 de junho de 1936 – 9 de fevereiro de 2019) foi uma escritora, jornalista e ativista norte-americana, autora de O Corredor de Fundo e premiada em 1997	com o Lambda Literary Award pelo seu romance Billy's Boy (Wildcat).

## Vida e obra
Jornalista, trabalhou na Espanha entre 1964 e 1972, como correspondente da publicação Reader's Digest, residindo em Cantábria, onde aprendeu espanhol.
Em 1974, Warren publicou o seu primeiro romance O Corredor de Fundo. Contado a partir do ponto de vista de um treinador de atletismo gay, a história relata a sua luta para incluir um talentoso corredor gay na equipa olímpica americana e para resistir à sua crescente paixão por ele. Este livro polémico foi o primeiro livro de fição gay contemporâneo a chegar à lista de best-sellers do The New York Times.
Ela própria uma corredora, Warren foi uma das primeiras mulheres a correr a maratona de Boston, em 1968.  Participou ilegalmente com um grupo de corredoras que contribuíram para que a participação feminina em maratonas fosse permitida nos EUA.
Em 1976, Warren publicou um segundo romance, The Fancy Dancer, uma história localizada no estado de Montana, onde nascera, descrevendo a luta de um jovem padre católico de uma pequena cidade rural por se reconciliar com a sua orientação sexual.
Em 1978 surgiu o terceiro romance de Warren, The Beauty Queen, também publicada pela Morrow, este livro localiza-se no ambiente citadino de Nova Iorque onde a autora viveu muitos anos. A história foca-se num empresário socialmente proeminente de Manhattan, um gay no sair do armário, um pai que procura coragem para contar quem é à sua filha, que entrara na política como cristã renascida antigay.
Em 1980, Warren deixou o seu emprego na Readers Digest para se tornar escritora a tempo inteiro. Regressou ao Oeste onde escreveu o seu próximo romance, uma obra sobre a história do Oeste Americano. Foi publicada pela Ballantine, em 1991m com o título One Is the Sun. Quando se estabeleceu por fim em Los Angeles, na Califórnia, tomou a decisão de fundar uma editora independente, a Wildcat Press, que publicou todos os seus livros a partir dessa altura, incluindo o seu romance de 2001, The Wild Man, inspirado pelos anos que passou em Espanha.
Na década de 1990, Warren tornou-se mais ativa políticamente. De 1996 a 1999, em consequência da sua preocupação com a juventude LGBT, ofereceu-se como voluntária como comissária para a educação do Distrito Escolar Unificado de Los Angeles. Em  2006, Warren contratou Neal Zaslavsky, um consultor político veterano, e anunciou a sua candidatura à Câmara em West Hollywood, Califórnia.
Faleceu em 9 de fevereiro de 2019 aos 82 anos de idade.